# Joseph Finder
Joseph Finder (Chicago, 6 oktober 1958) is een Amerikaans schrijver van thrillers die zich meestal afspelen in de sfeer van het bedrijfsleven.

## Biografie

### Jeugd
Finders werk wordt beïnvloed door zijn achtergrond als een wereldreiziger, Rusland-kenner en gedegen researcher. Het grootste gedeelte van zijn jeugd groeide hij op in Afghanistan en de Filipijnen, voordat zijn familie terugkeerde naar de Verenigde Staten waar hij uiteindelijk naar de Shaker High School ging.
Hij verdiepte zich in meerdere Russische studies op de Yale-universiteit waar hij summa cum laude slaagde. Hij ontving een master van het Harvard Russian Reseacrh Center in 1984, en gaf later les aan de Harvard faculteit.
Terwijl hij studeerde, bracht hij in 1983 zijn het boek Red Carpet: The Connection Between the Kremlin and America's Most Powerful Businessman uit, dat zich afspeelt in de toenmalige Sovjet-Unie.

### Auteurschap
Zijn eerste roman, De Moskou Club, verscheen in 1991 en stelde een staatsgreep voor van de KGB tegen Sovjet-leider Michail Gorbatsjov. Zes maanden na de publicatie van het boek, vond dit ook daadwerkelijk plaats. Uiteindelijk werd het boek in dertig landen verkocht en werd het in Europa een bestseller.
Finders tweede roman, Het Orakel Project uit 1994 over de ontmaskering van een spion in de hoogste rang van de CIA, verscheen enkele dagen voor de ontmaskering van de CIA-spion Aldrich Ames. Het Uur Nul in 1996 was het eerste boek ooit geschreven met de officiële samenwerking van zowel de CIA als de FBI.
Paranoia uit 2004 was de bestseller van de New York Times in zowel hardcover als papaerback, net als Bedrijfsongeval in 2005. Ook in Nederland werden deze boeken goed ontvangen. Killersinstinct vervolgens, verscheen in mei 2006 en stond op de 15e plaats in de lijst van bestsellers van de New York Times.
Hij staat bekend om het vele onderzoekswerk dat hij doet voor het schrijven van een boek. Voor Paranoia interviewde hij managers van onder andere Apple Computer, Cisco Systems en Hewlett-Packard. De pagina's vullende dankwoorden achter in zijn boeken laten ook zien dat Finder veel waarde hecht aan perfectie.

## Prijs
- 2007 - Best novel van International Thriller Writers voor Killersinstinct